# Twarogi (Ochotnica Dolna)
Twarogi (na niektórych mapach Tworogi) – przysiółek wsi Ochotnica Dolna w Polsce położony w województwie małopolskim, w powiecie nowotarskim, w gminie Ochotnica Dolna, na śródleśnym grzbiecie górskim pod szczytem góry o tej samej nazwie.
W latach 1975–1998 miejscowość administracyjnie należała do województwa nowosądeckiego.